# Haackgreerius miopus
Haackgreerius miopus is een hagedis uit de familie skinken (Scincidae).

## Naam
De wetenschappelijke naam van de soort werd voor het eerst voorgesteld door Allen Eddy Greer en Wulf Dietrich Haacke in 1982. Oorspronkelijk werd de naam Lygosoma miopus gebruikt. In 1983 plaatste Benedetto Lanza de soort in het geslacht Haackgreerius, als eerbetoon aan zijn collega's Greer en Haacke. Zij beschreven al enkele speciale aanpassingen van de soort maar plaatsten de skink desondanks in het geslacht Lygosoma. Het is de enige soort uit het monotypische geslacht Haackgreerius.

## Uiterlijke kenmerken
De lichaamslengte bedraagt ongeveer zeven centimeter exclusief staart. Haackgreerius miopus heeft een langgerekt lichaam en een korte staart die ongeveer de helft van de lichaamslengte bedraagt. Voorpoten ontbreken, de achterpoten zijn klein en dragen slechts twee tenen. De snuitpunt is langgerekt en duidelijk schoffelvormig. De schubben rond de neusgaten, de supranasaalschub en de postnasaalschub, zijn met de nasaalschub versmolten.
De ogen zijn rudimentair en over het oog is een doorzichtige schub gelegen. Het aantal tanden is gereduceerd.

## Verspreidingsgebied
Haackgreerius miopus komt voor in delen van Afrika en leeft endemisch in Somalië. Het is naast Latastia cherchii het enige reptiel dat endemisch is in Somalië. De skink is slechts bekend van een enkele locatie.